# Charles Bochsa
Charles Bochsa, également appelé Karl Bochsa ou Carl Bochsa, né en 1759 à Žamberk dans la région de Pardubice en Bohême et mort le 27 février 1820 à Paris, est un hautboïste et compositeur de musique classique bohémien dont la carrière s'est déroulée principalement en France.

## Biographie
Charles Bochsa (Karl Bochsa ou Carl Bochsa,,), naît probablement vers 1760 à Žamberk (Senftenberg en allemand) dans la région de Pardubice en Bohême,, dans le nord-est de l'actuelle Tchéquie.
Il travaille d'abord en France comme musicien de régiment militaire à Montmédy, dans l'actuel département de la Meuse, où il se marie en 1786 et où son fils, Nicolas-Charles Bochsa, qui deviendra un célèbre harpiste et compositeur de musique pour harpe, naît le 9 août 1789,,,,.
Charles Bochsa devient ensuite hautboïste du grand théâtre de Lyon puis de celui de Bordeaux,,.
En 1806, il se fixe à Paris et embrasse la profession de marchand de musique et d'éditeur de musique,,.
Charles Bochsa meurt le 27 février 1820 dans l'ancien 1er arrondissement de Paris.

## Œuvre

### Répertoire pour clarinette
- Quatuors pour clarinette, violon, alto et violoncelle op. 1,  op. 2 et  op. 3[4],[6]
- Concerto pour clarinette op. 53[4]
- Grande Sonate pour clarinette et piano (1821)[11]
- Andante amabile pour clarinette et harpe
- Duos pour 2 clarinettes

### Répertoire pour hautbois
- Duos concertants pour 2 hautbois op. 5[4]
- Quatuors pour hautbois, violon, alto et violoncelle, livre 1, livre 2 et livre 3[4],[6]

### Autre répertoire
- Nocturnes en quatuor[4],[6]

## Enregistrements
- Classic Sonatas, œuvres de Charles Bochsa, Johann Baptist Vanhal, Édouard Du Puy et Anton Eberl, par Karl Leister à la clarinette et Ferenc Bognár au piano (Camerata CM-28060, 2004)